# Battaglia delle dighe del Roer
La battaglia delle dighe del Roer venne combattuta tra il 4 e il 10 febbraio 1945, nell'ambito dei più ampi eventi della campagna della Renania della seconda guerra mondiale.
Nel quadro delle operazioni degli Alleati occidentali volte alla conquista della Renania, la Ninth United States Army doveva lanciare un attraversamento d'assalto del basso corso del fiume Roer il 10 febbraio 1945; l'operazione non poteva essere attuata, tuttavia, fino a che i tedeschi avessero avuto il controllo di un complesso di dighe situato a monte del fiume, visto che la loro eventuale distruzione avrebbe travolto i punti di passaggio stabiliti dagli statunitensi isolando sulla sponda opposta i primi reparti che avessero attraversato il fiume. Al V Corps del generale Clarence R. Huebner fu quindi affidato, ai primi di febbraio, il compito di catturare intatte le dighe onde consentire alla Ninth Army di passare il fiume in sicurezza.
L'attacco del V Corps iniziò il 4 febbraio, diretto a conquistare le due dighe più importanti di tutto l'impianto. La diga di Urft fu catturata facilmente già il primo giorno dalla veterana 9th Infantry Division, ma la cattura della diga di Schwammenauel, la più grande e importante, si rivelò un'impresa lenta e costosa: incaricata della missione, la 78th Infantry Division, unità ancora piuttosto inesperta, incontrò una feroce resistenza dei reparti tedeschi asserragliati nei bunker della Linea Sigfrido, mentre il terreno boscoso e privo di strade limitava l'impiego delle armi di supporto. Solo dopo molti sforzi e l'arrivo di altre unità veterane la diga fu infine catturata nelle prime ore del 10 febbraio, successo però inutile per gli statunitensi: la diga in sé venne presa intatta, ma prima di ritirarsi i tedeschi distrussero le valvole di scarico causando un flusso di acqua potente e costante che allagò tutta la sottostante valle del Roer, obbligando la Ninth Army a rinviare di quasi due settimane il progettato attraversamento del fiume.

## Antefatti

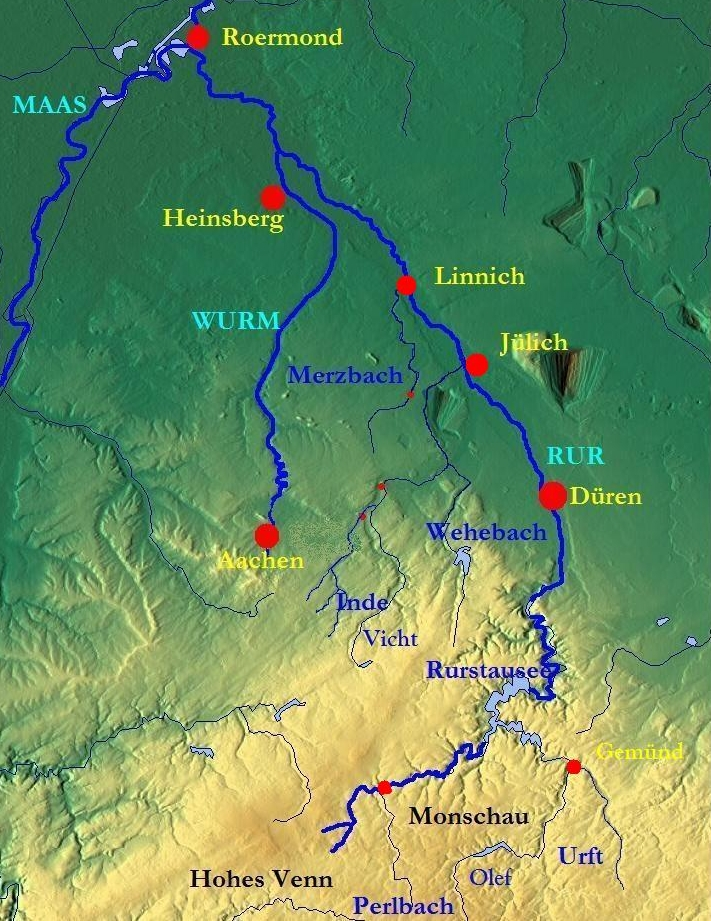
Carta del corso del fiume Roer (in tedesco Rur) con indicate le principali città attraversate; notare la posizione del bacino del Rurstausee nella parte bassa della mappa

Ai primi di febbraio 1945 le forze degli Alleati occidentali erano in fase di ammassamento ai confini della Germania nazista e si preparavano a sferrare una spinta decisa in direzione del fiume Reno, ultimo significativo ostacolo geografico che sbarrava loro il cammino verso il cuore del territorio tedesco. Secondo i piani del comandante supremo delle forze degli Alleati occidentali, generale Dwight D. Eisenhower, l'imminente campagna per l'occupazione della Renania sarebbe stata impostata sulla base non di un'unica decisa spalla, quanto piuttosto di una successione di più offensive distinte sferrate in settori diversi del fronte occidentale da parte delle varie armate alleate: questo avrebbe impedito ai tedeschi di tamponare un singolo punto di sfondamento e li avrebbe obbligati a diluire le loro depauperate risorse belliche lungo l'intero fronte. La sequenza di attacchi sarebbe iniziata a opera del 21st Army Group del generale britannico Bernard Law Montgomery, schierato nella parte settentrionale del fronte: in particolare, l'8 febbraio la First Canadian Army del generale Harry Crerar avrebbe attaccato da Nimega verso sud-est lungo la striscia di terreno compresa tra il Reno e la Mosa (operazione Veritable), mentre il 10 febbraio la Ninth United States Army del generale William Hood Simpson, schierata 100 chilometri più a sud delle forze di Crerar, avrebbe attaccato in direzione nord-est passando d'assalto il fiume Roer tra Jülich e Düren (operazione Grenade); le due armate dovevano ricongiungersi nei dintorni di Wesel, chiudendo le forze tedesche schierate sul baso corso del Roer in una sacca.
Lo svolgimento dell'offensiva affidata alla Ninth Army di Simpson, tuttavia, era legata alla risoluzione di un problema tattico non da poco. Pochi chilometri a nord-est di Monschau, a monte del settore prescelto per l'attraversamento della Ninth Army, il Roer e i suoi affluenti scorrono attraverso il terreno montuoso dell'Eifel descrivendo un percorso molto tortuoso, fatto di anse e gole; per regolamentare il regime delle acque, nel corso dei decenni i tedeschi avevano realizzato nella zona un complesso di sette dighe creando uno dei laghi artificiali più grandi della Germania, il Rurstausee, pieno di circa 111 milioni di metri cubi d'acqua. Finché questo complesso di dighe a monte del fiume fosse rimasto in mano ai tedeschi, nessun attraversamento più a valle poteva essere tentato dagli statunitensi: i tedeschi avrebbero potuto in ogni momento far saltare le dighe, creando una potente onda di piena che avrebbe spazzato via qualsiasi ponte gettato sul Roer e tagliato fuori dalle retrovie le truppe statunitensi approdate sulla sponda orientale del fiume, esponendole alla distruzione. Due dighe in particolare, le più grandi del complesso, dovevano essere catturate intatte prima del lancio dell'operazione Grenade: la diga di Urft (in tedesco Urfttalsperre), una diga in calcestruzzo alta 58 metri costruita all'inizio del 1900 sul corso del fiume Urft (un affluente di destra del Roer), e la diga di Schwammenauel (Rurtalsperre Schwammenauel o Rurtalsperre), una diga in terra con anima in calcestruzzo alta 77 metri costruita a metà degli anni 1930 sul corso del Roer nei pressi del villaggio di Hasenfeld.
Le dighe del Roer si trovavano nel settore di competenza della First United States Army del generale Courtney Hodges, parte del Twelfth United States Army Group del generale Omar Bradley. Il problema della loro conquista si era posto sin dal novembre 1944 quando, nel corso dell'operazione Queen, la Ninth Army aveva superato le difese di frontiera tedesche (la Linea Sigfrido) sino a portarsi sulla sponda occidentale del Roer; contemporaneamente, più a sud la First Army di Hodges si era avvicinata alla zona delle dighe durante i più ampi eventi della battaglia della Foresta di Hürtgen, ma la combinazione di fortificazioni tedesche, terreno impervio e condizioni climatiche in peggioramento avevano infine bloccato gli statunitensi a notevole distanza da questi obiettivi strategici. Si era quindi pensato di distruggere preventivamente le dighe con degli attacchi aerei in modo che i tedeschi non potessero farle saltare al momento per loro più opportuno, ma i bombardieri alleati riuscirono unicamente a infliggere qualche danno superficiale alla diga di Urft. Il comando della First Army assegnò quindi al V Corps del generale Leonard Gerow il compito di sferrare un'offensiva specificamente destinata a occupare la zona delle dighe: iniziato il 13 dicembre 1944 con una forza di tre divisioni di fanteria supportate da distaccamenti corazzati, l'attacco si arenò dopo tre giorni di pesanti combattimenti con i difensori tedeschi trincerati nel terreno innevato, dopo aver realizzato un'avanzata di poco più di tre chilometri pagata con la perdita di 2500 uomini.
L'attacco statunitense alle dighe del dicembre 1944 ebbe la sfortuna di impattare nella spalla settentrionale delle forze tedesche recentemente ammassate in vista di un importante contrattacco contro le posizioni della First Army, iniziato quindi il 16 dicembre con un'offensiva su vasta scala nella regione delle Ardenne. L'offensiva delle Ardenne impegnò a fondo le forze statunitensi per le settimane seguenti, facendo accantonare qualsiasi idea di una ripresa degli attacchi nella zona del fiume Roer; solo alla fine di gennaio 1945 la First Army riuscì a ricacciare indietro i tedeschi e ristabilire il fronte esistente prima dell'offensiva. Il problema dell'attraversamento del Roer venne quindi ripreso in considerazione, e il 30 gennaio 1945 il nuovo comandante del V Corps, generale Clarence R. Huebner, iniziò i preparativi preliminari per un nuovo attacco alla zona delle dighe; per quella data tuttavia la pianificazione delle operazioni del 21st Army Group, Veritable e Grenade, era ormai in uno stadio avanzato e il tempo a disposizione per conquistare le dighe stava riducendosi sempre di più.

## Forze in campo

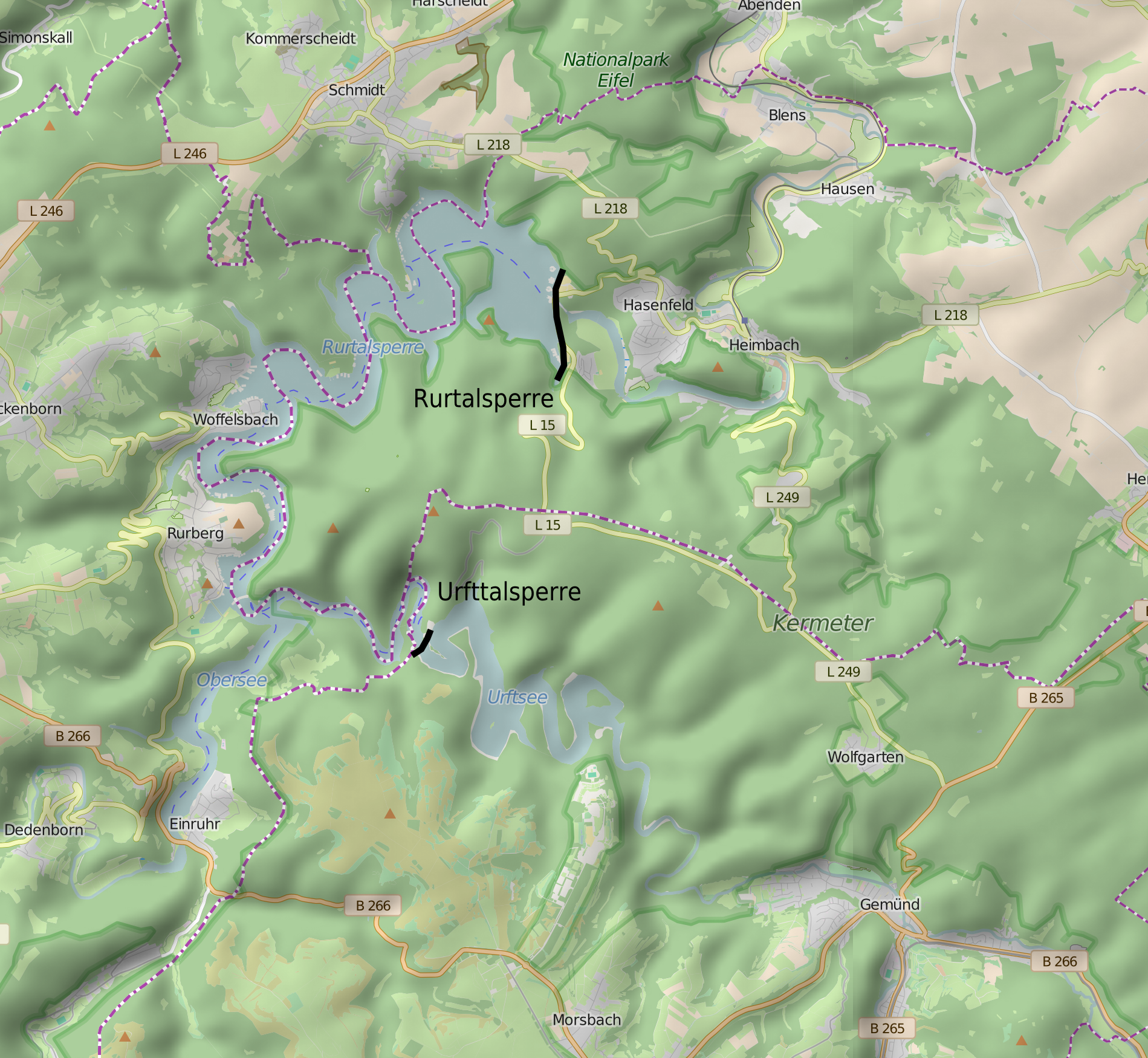
Carta del bacino del Rurstausee con indicata la posizione della diga di Urft (Urfttalsperre) e della diga di Schwammenauel (Rurtalsperre Schwammenauel o Rurtalsperre), obiettivi dell'attacco statunitense

La conformazione geografica data dal corso del fiume Roer e dal bacino idrico del Rurstausee obbligava gli statunitensi a pianificare un attacco a due punte: una a sud del Roer, attraverso la regione montuosa dell'Eifel, e diretta a occupare la diga di Urft; l'altra a nord del Roer, a partire dalla zona di Monschau, diretta a conquistare il terreno elevato nei dintorni del villaggio di Schmidt da cui si dominava la diga di Schwammenauel, tre chilometri più a sud. Huebner assegnò la direttrice meridionale alla 9th Infantry Division del generale Louis A. Craig, che nei recenti contrattacchi della First Army nelle Ardenne si era lentamente aperta la via sui monti dell'Eifel in direzione dei villaggi di Gemünd e Schleiden fino a portarsi in una buona posizione per minacciare la diga di Urft da sud. La direttrice settentrionale dell'attacco fu invece affidata alla 78th Infantry Division del generale Edwin P. Parker Jr., un'unità piuttosto inesperta: arrivata in prima linea solo all'inizio di dicembre 1944, la sua più importante operazione fino a quel momento era stata proprio la partecipazione al fallito attacco del V Corps alle dighe del Roer del 13-16 dicembre 1944, mentre in seguito la divisione si era limitata a presidiare il fronte davanti Monschau durante l'offensiva tedesca nelle Ardenne. Tra il 30 gennaio e il 1º febbraio 1945 la divisione aveva lanciato da Monschau un attacco con obiettivi limitati volto ad ampliare la sua zona di controllo lungo la sponda settentrionale del Roer, portando a duri combattimenti con i difensori tedeschi in particolare nella zona del villaggio di Kesternich. Completata l'azione, il 2 febbraio Parker fu convocato al quartier generale del V Corps e informato del fatto che la sua divisione doveva proseguire l'attacco in direzione di Schmidt e della diga di Schwammenauel; Huebner disse a Parker che l'operazione a lui affidata era in quel momento la più vitale dell'intero fronte occidentale.
L'area che gli statunitensi si preparavano ad assaltare era presidiata da circa 6000 uomini della 272. Volksgrenadier-Division del generale Eugen König, parte del LXXIV. Armeekorps del generale Carl Püchler: un'unità veterana dei combattimenti della Foresta di Hürtgen, e reduce dal recente successo nel contenimento dell'offensiva statunitense verso le dighe del dicembre 1944. L'area attorno alle dighe favoriva i difensori, con strade strette e tortuose tracciate attraverso un intrico di gole dai fianchi ripidi e piccole montagne ricoperte di alberi, cui si aggiungeva l'ostacolo dato dalla neve; le dighe si trovavano poi bene addentro alle fortificazioni della Linea Sigfrido, con due cinture di bunker e casematte poste a protezione di esse e delle strade principali.

## La battaglia

### L'attacco iniziale

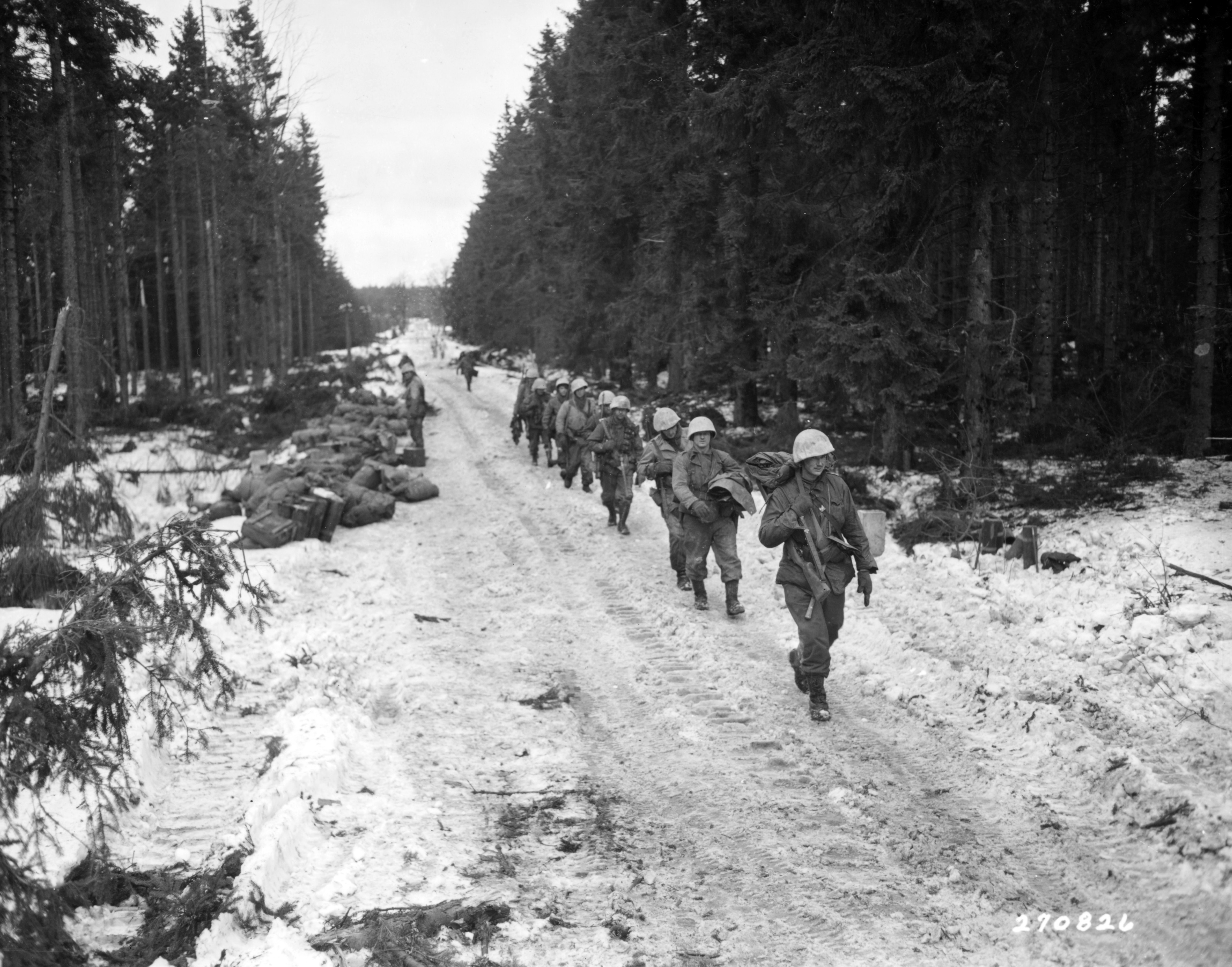
Truppe della 9th Infantry Division statunitense in movimento nei boschi della Renania nel febbraio 1945

L'offensiva verso le dighe del Roer si aprì positivamente per gli statunitensi, facendo presagire una rapida e vittoriosa conclusione dell'operazione. Il 4 febbraio 1945 la 9th Infantry Division di Craig iniziò la spinta verso la diga di Urft incontrando una resistenza poco più che inesistente: già quel pomeriggio una compagnia della divisione giunse in vista della diga che, salvo per qualche danno alle condutture esterne causato dall'artiglieria statunitense, fu catturata intatta.
L'attacco della 78th Infantry Division di Parker ebbe inizio alle 03:00 del successivo 5 febbraio; in vista dell'azione, l'organico della divisione era stato rinforzato da un combat command della 7th Armored Division, un battaglione di genieri da combattimento nonché artiglieria addizionale proveniente dal V Corps e dalla 7th Armoerd Division, mentre i velivoli del XIX Tactical Air Command fornivano supporto aereo. L'inizio dell'attacco fu favorevole agli statunitensi: un battaglione del 309th Infantry Regiment guidò la spinta iniziale a partire dal villaggio di Rollesbroich in direzione est lungo una strada parallela alla principale carreggiata diretta a Schmidt, riuscendo grazie alla protezione del buio e della pioggia a infiltrarsi attraverso una ragnatela di bunker tedeschi senza essere avvistato; poco dopo l'alba il battaglione aveva raggiunto il suo obiettivo per il primo giorno, un gruppo di caserme tedesche costruite nel punto di giuntura tra la strada secondaria e quella principale, che fu catturato a fronte di una resistenza sporadica: molti soldati tedeschi furono fatti prigionieri mentre ancora dormivano o stavano facendo colazione. Mentre gli altri due battaglioni del 309th Regiment rastrellavano le postazioni aggirate dall'attacco iniziale, Parker ordinò al 310th Infantry Regiment di avanzare sulla scia della penetrazione ottenuta dal 309th Regiment e ampliare lo sfondamento; l'ispezione dei genieri rivelò tuttavia che la strada appena liberata era piena di mine e di crateri causati dai passati bombardamenti, rendendola momentaneamente intransitabile per i carri armati e i veicoli: la fanteria statunitense dovette quindi spingersi in avanti senza le proprie armi pesanti di supporto.
Nel mentre, i tedeschi si erano ripresi dalla sorpresa iniziale e avevano iniziato a contrastare l'avanzata del battaglione di testa del 309th Regiment: benché inizialmente leggera, la resistenza tedesca poteva appoggiarsi ai densi boschi della zona che ostacolavano non poco le comunicazioni degli statunitensi, la cui avanzata entrò in stallo. La facilità della penetrazione iniziale aveva tuttavia convinto il comando del V Corps che l'avanzata verso la diga di Schwammenauel potesse essere affrettata, e Huebner intervenne personalmente per modificare i piani iniziali stabiliti dalla 78th Division: invece di attendere che il 309th e il 310th Regiment si aprissero la strada fino a Schmidt per poi calare sulla diga da nord, alle 08:30 Huebner ordinò a Parker di impiegare il suo terzo reggimento, il 311th Infantry Regiment, per un attacco in direzione del villaggio di Ruhrberg a sud del punto di sfondamento iniziale; qui gli statunitensi dovevano attraversare il Roer passando sopra la diga di regolazione di Paulushof, muovere attraverso i boschi compresi tra il bacino della diga di Urft e il bacino del Rurstausee e quindi attaccare la diga di Schwammenauel da sud. Alle 11:15 invece Huebner, informato del rallentamento dell'avanzata iniziale dopo l'incontro con le prime resistenze tedesche, ordinò a Parker di spingere con decisione l'intero 309th Regiment in direzione di Schmidt senza attendere che anche il 310th Regiment fosse in posizione o che la strada alle loro spalle fosse aperta al traffico veicolare. Quest'ultimo ordine si rivelò impossibile da eseguire: le unità del 309th Regiment si mischiarono con quelle del 310th Regiment in fase di ammassamento, generando ingorghi che ritardarono l'arrivo dei reparti in prima linea e lasciarono confusi e stanchi i soldati inzuppati di pioggia; l'attacco verso Schmidt dovette quindi essere rimandato alla mattina successiva. L'attacco del 311th Regiment verso Ruhrberg fu un fiasco: la ricognizione svelò che i tedeschi avevano aperto un grosso cratere sulla strada che passava sopra la diga di Paulushof, e che in quel tratto le acque del Roer erano troppo profonde e rapide per poter essere guadate; il reggimento trascorse tutto il giorno ad aprirsi una via attraverso le colline ricoperte di boschi a nord di Ruhrberg nel tentativo di avanzare verso Schmidt, incontrando una resistenza debole ma appoggiata a numerosi bunker. A sera il reggimento era arrivato nei pressi del villaggio di Woffelsbach, più o meno alla stessa altezza dell'avanzata ottenuta dal 309th Regiment più a nord.

### La battaglia per Schmidt

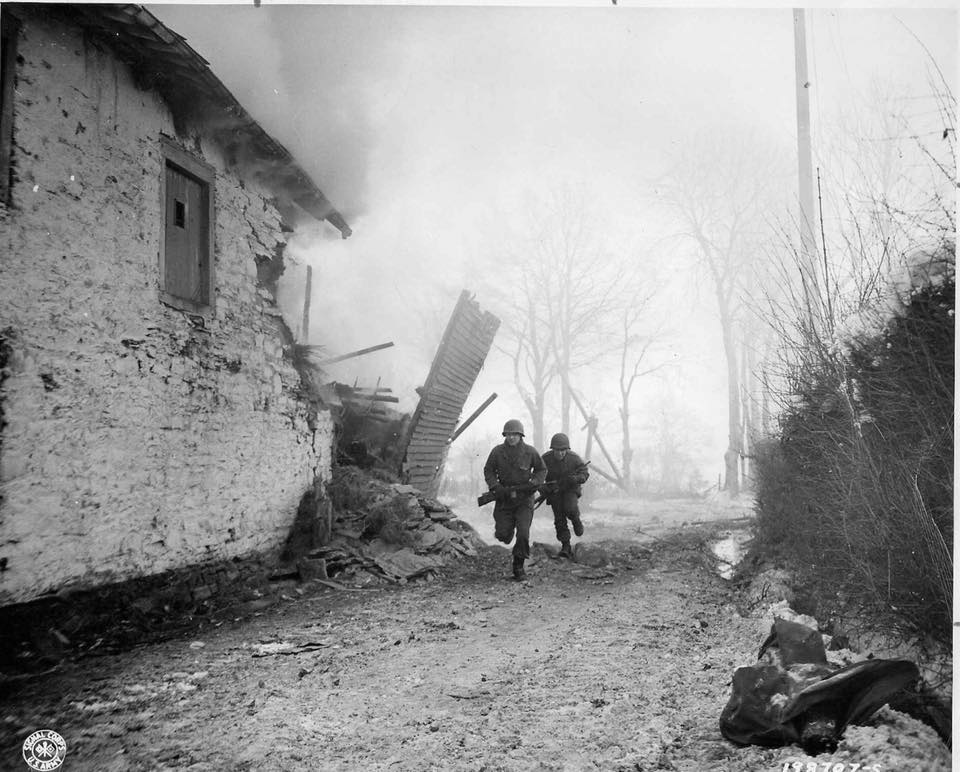
Due soldati statunitensi in movimento nelle strade di Schmidt durante la battaglia per il possesso della cittadina

Il 6 febbraio Huebner ordinò a Parker di riprendere l'avanzata su Schmidt all'alba e catturare la diga di Schwammenauel entro la fine del giorno; anche il comandante della First Army, Hodges, arrivò al quartier generale della 78th Division per assistere all'attacco. Dopo la confusione del 5 febbraio Parker era tornato al piano originario, ordinando al 309th Regiment di tenere le posizioni conquistate mentre il 310th Regiment attraversava la sue linee per riprendere l'avanzata. Iniziato alle 03:00, l'attacco del 310th Regiment fu un disastro: non appena superarono le linee avanzate, i fanti statunitensi si ritrovarono inchiodati al suolo da un pesante fuoco di armi automatiche, mortai e artiglieria tedeschi; la giornata nuvolosa e la fitta coltre di alberi rendevano la foresta oscura, ostacolando le comunicazioni e impedendo ai comandanti anche solo di capire dove si trovassero le loro unità; i primi carri armati statunitensi in arrivo lungo l'unica strada percorribile attirarono rapidamente il fuoco dell'artiglieria anticarro a lunga gittata tedesca, dovendo quindi ripiegare su posizioni più defilate. L'attacco fu rinnovato nel pomeriggio, ma senza miglior esito: gli osservatori aggregati alla fanteria non riuscivano a individuare i bersagli nel fitto bosco, rendendo il fuoco dell'artiglieria statunitense piuttosto impreciso. Al calare del buio il 310th Regiment si fermò per la notte dopo aver percorso solo pochi metri dalla linea di partenza di quella mattina.

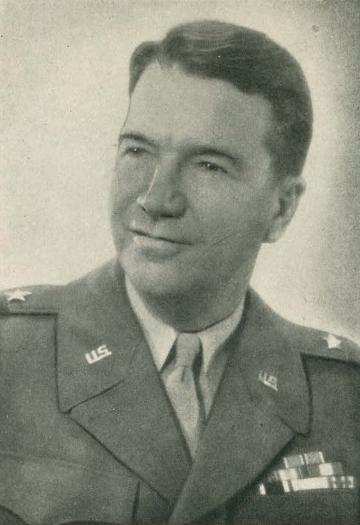
Il generale Edwin Parker Jr., comandante della 78th Infantry Division e responsabile della prima parte dell'assalto alle dighe del Roer

Sotto pressioni sempre più alte, Parker ordinò di impiegare tutti e tre i reggimenti della 78th Division in un attacco in massa per la mattina del 7 febbraio: al centro il 310th Regiment doveva proseguire l'avanzata lungo la strada principale verso le colline a nord di Schmidt e prendere l'altura più elevata, Quota 493; sulla sinistra il 309th Regiment doveva avanzare a nord-est attraverso i boschi e prendere il villaggio di Kommerscheidt, posto subito a nord di Schmidt; sulla destra, il 311th Regiment doveva avanzare da Woffelsbach attraverso i boschi e prendere l'abitato di Schmidt. L'attacco statunitense fu preceduto da mezz'ora di bombardamento preparatorio di artiglieria, che tuttavia si abbatté su postazioni tenute ormai solo da esigue retroguardie: mancando di uomini a sufficienza per organizzare una difesa in profondità, nel corso della notte tra il 6 e il 7 febbraio la 272. Volksgrenadier-Division aveva arretrato la sua principale linea di resistenza. Appoggiato da alcuni carri armati, il 310th Regiment riuscì questa volta ad avanzare con decisione e, a metà mattina, aveva raggiunto il suo obiettivo di Quota 493; anche il 309th Regiment poté giovarsi del ripiegamento dei tedeschi per avanzare in profondità, ma non appena arrivò in vista di Kommerscheidt si ritrovò inchiodato al suolo da una concentrazione di fuoco di mortai nemici e il villaggio non venne preso. Sulla destra il 311th Regiment passò tutta la mattina ad aprirsi la strada attraverso i boschi, accerchiando e costringendo alla resa diversi bunker nemici. Nel primo pomeriggio un battaglione del 311th Regiment uscì dai boschi, si portò sulla strada principale e, con l'appoggio di alcuni carri, marciò alla volta di Schmidt passando sotto Quota 493, ora in mano agli statunitensi; non appena arrivati davanti al villaggio, tuttavia, gli statunitensi incapparono in una violenta resistenza tedesca: i carri armati furono tenuti a distanza da una concentrazione di artiglieria controcarro nemica, lasciando la fanteria ad aprirsi la strada con solo l'appoggio delle mitragliatrici leggere; a sera, gli statunitensi si erano assicurati il controllo solo di qualche casa nell'angolo nord-occidentale della cittadina.
Quello stesso 7 febbraio il 517th Parachute Infantry Regiment dell'82nd Airborne Division, un'unità d'élite schierata sul fronte a nord della 78th Division, si unì alla battaglia sferrando un attacco verso sud in direzione della valle del fiume Kall, un affluente del Roer, nel tentativo di tagliare la via di fuga dei tedeschi verso est e indurli a ritirarsi da Schmidt; l'avanzata dei paracadutisti incontrò ben presto un terreno impervio e boscoso, procedendo a velocità ridottissima. Un secondo reggimento dell'82nd Division, il 505th Parachute Infantry Regiment, fu invece inviato l'8 febbraio in aiuto del 309th Regiment, il quale riuscì infine ad assicurarsi il controllo del villaggio di Kommerscheidt in giornata. Nel mentre, Parker ordinò al 310th Regiment di unirsi al 311th Regiment per prendere Schmidt, avanzare verso est oltre il villaggio e raggiungere i piedi della diga di Schwammenauel entro quel giorno; Schmidt era tuttavia stato trasformato in un caposaldo dai tedeschi, e i due reggimenti si ritrovarono bloccati in violenti combattimenti casa per casa: la cittadina cadde in mano agli statunitensi solo quella sera. La pressione su Parker e il quartier generale della 78th Division era a quel punto enorme, visto che quello stesso 8 febbraio il 21st Army Group di Montgomery aveva iniziato la sua offensiva in Renania: praticamente l'intero alto comando alleato da Eisenhower in giù stava cercando notizie in merito all'avanzata della 78th Division e chiedeva la cattura della diga di Schwammenauel almeno per il 9 febbraio, vigilia della progettata offensiva della Ninth Army attraverso il Roer. Poco dopo mezzogiorno dell'8 febbraio il comandante della Fisrt Army Hodges telefonò a Huebner per esprimere tutto il suo disappunto circa l'andamento dell'offensiva verso la diga; disperato, Huebner chiese al generale Craig, arrivato per caso in visita al quartier generale del V Corps, di mettere subito assieme un gruppo da combattimento della sua 9th Infantry Division e di rilevare Parker dalla conduzione dell'attacco.

### La diga di Schwammenauel

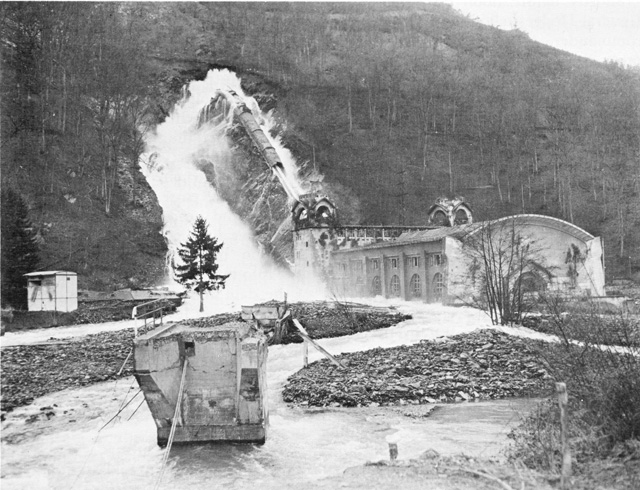
Le condutture della centrale idroelettrica di Kraftwerk Heimbach, alimentata dal bacino della diga di Urft, fatte saltare dai tedeschi al termine della battaglia

Arrivato a Schmidt la sera dell'8 febbraio, Craig assunse il comando del 309th e del 311th Regiment; dall'organico della 9th Division venne richiamato il 60th Infantry Regiment, che alla mezzanotte del 9 febbraio raggiunse Schmidt per rinforzare l'attacco previsto per il giorno dopo, mentre un altro reggimento della divisione veniva schierato in riserva. L'offensiva riprese alle prime luci del 9 febbraio: Craig inviò il 311th Regiment a ripulire dal nemico le colline boscose poste lungo la sponda nord e nord-est del bacino del Rurstausee, mentre il sopraggiunto 60th Regiment doveva continuare la spinta lungo la strada principale spingendosi verso est da Schmidt in direzione del successivo villaggio di Hasenfeld, avvolgendo la diga di Schwammenauel da oriente; il 309th Regiment, sposato all'interno di Schmidt, doveva prepararsi a lanciare un attacco verso la diga stessa non appena gli altri due reggimenti gli avessero aperto la strada.
La speranza che l'invio di un comandante esperto e di un'unità veterana potessero affrettare il passo dell'offensiva si rivelò vana: i boschi, il terreno impervio e la resistenza tedesca rallentarono ancora una volta per tutto il giorno la progressione dei reparti statunitensi, e solo nel tardo pomeriggio il 311th e il 60th Regiment furono avanzati abbastanza da consentire al 309th Regiment di iniziare la marcia di avvicinamento alla diga. Alle 18:00, con il sole ormai tramontato, il battaglione di testa del 309th Regiment mosse finalmente in direzione di Schwammenauel diviso in due colonne, una diretta verso la cima della diga per impossessarsi della strada che portava sull'altro lato del Roer, e l'altra diretta ai piedi della diga per prendere possesso della centrale idroelettrica alimentata dall'invaso; un contingente di genieri accompagnava i fanti della prima colonna per provvedere a neutralizzare le cariche esplosive poste dai tedeschi sulla diga. Ancora contrastati da alcune retroguardie nemiche, e con la consapevolezza che i tedeschi potevano far saltare la diga da un momento all'altro seppellendoli sotto una valanga di acqua e cemento, gli statunitensi arrivarono in vista della diga intorno alle 23:00; i genieri si fecero avanti per ispezionare la struttura, ma furono quasi subito ricacciati indietro dal fuoco degli ultimi difensori tedeschi rimasti.
I genieri statunitensi ci riprovarono intorno alla mezzanotte del 10 febbraio: accovacciati per non esporsi al fuoco di fucileria dei tedeschi, gli statunitensi percorsero la sommità della diga attraverso lo sfioratore e cercarono di entrare in un tunnel di ispezione che attraversava l'intera lunghezza della diga, segnalato dai rapporti di intelligence e reputato il luogo più ovvio per piazzare degli esplosivi. I genieri trovarono parte dello sfioratore fatto saltare dai tedeschi e l'accesso superiore al tunnel bloccato dai detriti, obbligando gli statunitensi a scendere fino ai piedi della diga per imboccare l'entrata inferiore del tunnel; nonostante la discesa fosse lenta e pericolosa i genieri riuscirono a portarla a termine e a entrare nel tunnel di ispezione della diga, ma lo sforzo si rivelò alla fine inutile: l'ispezione del tunnel non rilevò la presenza di alcun esplosivo lasciato dai tedeschi. Nelle prime ore del 10 febbraio il V Corps poté infine annunciare la cattura della diga di Schwammenauel, ponendo fine alla battaglia.

## Conseguenze
Il risultato finale della battaglia per il controllo delle dighe del Roer fu piuttosto deludente per gli Alleati: le dighe principali erano state effettivamente catturate intatte dagli statunitensi, ma successive ispezioni rivelarono che i tedeschi avevano causato tutti i danni necessari a rendere inutile questo successo. Invece di far esplodere le dighe stesse, causando una potente onda di piena che avrebbe spazzato il Roer ma che avrebbe anche svuotato rapidamente tutto il bacino, i tedeschi avevano distrutto i macchinari della sala elettrica della diga di Schwammenauel e fatto saltare le valvole di scarico della struttura; i tedeschi avevano anche fatto saltare le valvole di scarico di una condotta forzata che trasportava l'acqua dal bacino superiore della diga di Urft al bacino dietro la diga di Schwammenauel, rendendo inutile per gli statunitensi aver catturato intatta anche la diga di Urft (e spiegando così perché i tedeschi non si fossero battuti per contenderne il controllo agli statunitensi). La combinazione di questi sabotaggi causava non una cascata d'acqua improvvisa e di breve durata, ma un flusso potente e costante, causa di un'alluvione duratura in tutto il tratto del Roer posto più a valle.
Il sabotaggio delle dighe del Roer scompaginò di molto i piani del 21st Army Group di Montgomery: il corso del Roer ingrossato dalla piena rendeva impossibile lanciare un attraversamento d'assalto dello stesso nonché stendere passerelle e ponti di barche sopra di esso, obbligando così la Ninth Army a rinviare l'inizio dell'operazione Grenade; questo obbligò la First Canadian Army a sopportare ancora per parecchi giorni da sola tutto il peso dei combattimenti con i tedeschi tra la Mosa e il Reno, senza poter contare sull'effetto di alleggerimento dato dal contemporaneo attacco della Ninth Army: l'avanzata dei reparti anglo-canadesi segnò quindi il passo davanti alla feroce resistenza posta dai tedeschi, portando ad avanzate inferiori a quanto preventivato. La Ninth Army di Simpson dovette attendere pazientemente che il bacino del Rurstausee si svuotasse dalle acque che conteneva prima di poter lanciare il so attraversamento d'assalto del Roer; l'operazione fu infine attuata nelle prime ore del 23 febbraio, quasi due settimane dopo la data inizialmente prevista.